# Велика Комишуватка
Велика Комишуватка — селище в Україні, в Запорізькому районі Запорізької області. Входить до складу Степненської сільської громади. Населення становить 139 осіб. 
Тарас Шевченко у Великій Комишуватці (1840 рік) 
Літня спека 1840 року лагідно обіймала Велику Комишуватку, невелике, загублене серед Запоріжських степів село. Саме сюди, подалі від столичної метушні та творчих баталій, приїхав Тарас Григорович Шевченко. Він прибув не як маловідомий художник, а як автор щойно виданого "Кобзаря" – книги, яка вже почала підкорювати серця українців, пробуджуючи в них дух свободи та національної самосвідомості.
Ще свіжими були спогади про Петербург, про захоплені відгуки друзів і критиків, про те, як заповітна мрія про власну книгу нарешті здійснилася. Але Шевченко, завжди чутливий до поклику рідної землі, прагнув тиші та простору, до тих витоків, що живили його поезію.
Комишуватка зустріла його обіймами природи: безкраї степи, що колихалися від вітру, мов живе море, шелест очерету біля берегів ставота , запах полину та свіжої трави. Тут не було палаців і салонів, але було щось значно цінніше для поета – справжній дух України.
Дні Тараса Григоровича у Великій Комишуватці минали розмірено й наповнено. Вранці, щойно сонце починало золотити обрій, він уже був на ногах. Часто блукав околицями, вбираючи в себе кожну деталь: схилені до землі соняшники, крики степових птахів, працелюбність селян, зайнятих на полях. Він багато малював, закарбовуючи на папері обличчя місцевих жителів – обвітрені, але сповнені гідності, прості хати, мальовничі пейзажі. Олівець і папір були його постійними супутниками, дозволяючи йому вловлювати швидкоплинні миті та зберігати їх для нащадків.
Вечорами, коли зорі розсипалися по чорному оксамиту неба, Шевченко часто сидів біля багаття разом із селянами. Він слухав їхні пісні, їхні розповіді про життя, про радощі та прикрощі, про старі перекази та забобони. У цих простих бесідах він знаходив невичерпне джерело натхнення, підтвердження того, що його поезія потрібна, що вона відгукується в душах простих людей. Можливо, саме тут, під тихий шелест степового вітру, народжувалися нові рядки, нові образи, які потім втілилися в його наступних творах.
Відпочинок у Великій Комишуватці був для Тараса Григоровича не просто перепочинком. Це було занурення в рідну стихію, повернення до коренів, час для осмислення вже зробленого та для зародження нових творчих задумів. Він поїхав з Великой Комишуватки оновленим, з ще більшою вірою в силу свого слова та в майбутнє України.

## Географія
Селище Велика Комишуватка знаходиться за 1 км від лівого берега річки Мокра Московка, нижче за течією примикає місто Запоріжжя. По селу протікає пересихаючий струмок з загатою. Через село проходить залізниця, станція Ростуща.

## Історія
До 2020 року було у складі Степненської сільської ради.
22 червня 2023 року рішенням Національної комісії зі стандартів державної мови віднесено до списку населених пунктів, які «можуть не відповідати лексичним нормам української мови», зокрема стосуватися «російської імперської чи колоніальної політики». Громаді рекомендовано запропонувати нову назву в установленому законодавством порядку.
5 червня 2025 року Постановою Верховної Ради України №4483-ІХ «Про перейменування окремих населених пунктів, назви яких містять символіку російської імперської політики або не відповідають стандартам державної мови» селище Ростуще перейменовано на Велика Комишуватка. 